# Иммея
Иммея (? — ок. 1725 г. до н. э.) — меки (царь) Эблы времен Третьего царства около 1750—1725 годов до н. э.:217-8

## Жизнеописание
Происходил из аморейской династии Эбли. Выдвигается версия, что Иммея является уменьшенным именем. О его праволении сведений мало. Впрочем, наверное, сумел частично восстановить мощь в условиях нового давления семитских племён на Переднюю Азию, прежде всего гиксосов.
Из археологических исследований известно о поддержании дипломатических и торговых связей с Египтом. Вместе с тем непонятно положение Эблы в конфликте между Катной и Ямхадом. Впрочем, большинство ученых считает, что в эблаитский царь признавал превосходство последнего.
Иммею наследовал некий Хаммурапи, о котором ничего не известно.
Предполагают, что он похоронен в так называемой «Могиле Властелина козлов» — Царском некрополе Западного дворца Эблы. В пользу этой версии говорит найденная серебряная чашка с надписью от его имени. В погребении также найдены резные изделия из слоновой кости и кости бегемота, остатки трона, украшенные козьими головами, церемониальная булава из золота, серебра и слоновой кости — подарком древнеегипетского фараона XIII династии Хотепибре (Хорнеджеф-Хориотефа)